# Bizionia
Bizionia ist eine Gattung von Bakterien. Der Gattungsname wurde zu Ehren des italienischen Naturwissenschaftler Bartolomeo Bizio gewählt. Es handelt sich um marine Bakterien. Viele Arten wurden in Verbindung mit Meerestieren gefunden.

## Merkmale
Die Zellen der verschiedenen Arten von Bizionia sind ca. 0,3 bis 0,5 µm breit und 1,0 – 5,0 µm lang. Das Bakterium ist unbeweglich, auch eine gleitende Bewegung, die bei vielen Arten der Familie Flavobacteriaceae beobachtet wird, tritt nicht auf.

## Stoffwechsel und Wachstum
Bakterien der Gattung Bizionia sind chemoorganotroph, d. h. sie benötigen organische Stoffe für das Wachstum. Sie sind aerob, sie benötigen Sauerstoff für das Wachstum  Der Stoffwechselweg ist die Atmung. Der Oxidase-Test, der Katalase-Test und der Test auf Gelatinase fällt positiv aus. Typisch ist weiterhin die Unfähigkeit Säure aus Kohlenhydraten zu bilden und Stärke zu hydrolysieren. Nitrat wird nicht reduziert.

## Ökologie
Arten von Bizionia wurden von verschiedenen marinen Ökosystemen isoliert. Dazu zählen freies Meerwasser, innerhalb von Soletaschen im Meereis, Meeresboden und Tiere.
So wurden Biziona gelidisalsuginis und B. saleffrena von marinen Soletaschen isoliert. Die Arten B. arctica, B. argentinensis und B. hallyeonensis wurden aus Proben im freien Meerwasser gewonnen. Die Erstbeschreibung von B. sediminis stammt aus dem Meeresboden.
Es sind einige kälteliebende (psychrophile) Arten in dieser Gattung vorhanden, so zeigt z. B. Bizionia algoritergicola Wachstum bei Temperaturen von −2 bis zu 25 °C. Andere Arten von  Bizionia, darunter B. echini, B. fulviae, B. hallyeonensis, B. psychrotolerans und B. sediminis, wurden aus wärmeren Regionen des Pazifischen Ozeans isoliert: dem Japanischen Meer, der Südsee (Republik Korea) und dem Gelben Meer.
Bizionia algoritergicola, B. echini, B. fulviae, B. myxarmorum, B. paragorgiae, B. psychrotolerans und B. berychis wurden in Verbindung mit Meerestieren (hauptsächlich Wirbellose), sowie Fischen gefunden.

## Systematik
Bizionia wurde im Jahr 2005 von Olga I. Nedashkovskaya und Mitarbeitern beschrieben. Es zählt zu der Familie der Flavobacteriaceae, welche wiederum zu der Abteilung der Bacteroidetes zählt. Die Typusart, also die zuerst beschriebene Art ist Bizionia paragorgiae. Es folgt eine Auflistung einiger Arten:
- Bizionia algoritergicola Bowman and Nichols 2005
- Bizionia arctica Li et al. 2015
- Bizionia argentinensis Bercovich et al. 2008
- Bizionia berychis Kim et al. 2018
- Bizionia echini Nedashkovskaya et al. 2010
- Bizionia fulviae Kim et al. 2015
- Bizionia gelidisalsuginis Bowman and Nichols 2005
- Bizionia hallyeonensis Yoon et al. 2013
- Bizionia myxarmorum Bowman and Nichols 2005
- Bizionia paragorgiae Nedashkovskaya et al. 2005
- Bizionia psychrotolerans Song et al. 2015
- Bizionia saleffrena Bowman and Nichols 2005
- Bizionia sediminis Zhang et al. 2017